# Sugpon

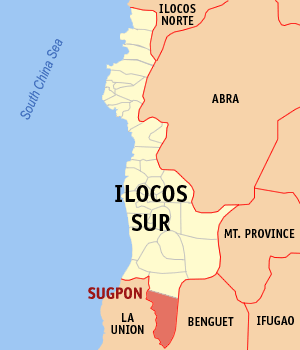
Bản đồ Ilocos Sur với vị trí của Sugpon

Sugpon là một đô thị hạng 5 ở tỉnh Ilocos Sur, Philippines. Theo điều tra dân số năm 2000 của Philipin, đô thị này có dân số 3.513 người trong 632 hộ.

## Các đơn vị hành chính
Sugpon được chia ra 6 barangay.
- Banga
- Caoayan
- Licungan (Cullang)
- Danac
- Pangotan
- Balbalayang